# 250 (tal)
250 är det naturliga tal som följer 249 och som följs av 251.

## Inom vetenskapen
- 250 Bettina, en asteroid.

## Inom matematiken
- 250 är ett jämnt tal.